# زمین‌لرزه ۱۹۵۴ الجزایر
زمین‌لرزه الجزایر  در تاریخ ۹ سپتامبر ۱۹۵۴ میلادی، برابر با ‎۱۸ شهریور ۱۳۳۳، ساعت ۱:۰۴:۳۷ به زمان یوتی‌سی در الجزایر رخ داد. بزرگی آن ۶٫۷ در مقیاس Ms اعلام شده‌است. زمین‌لرزه به وقت محلی در روز پنج‌شنبه، ساعت ۲ روی داده و منطقه زمانی آن یوتی‌سی +۱ بوده‌است .
سازمان زمین‌شناسی آمریکا نیز جای این زمین‌لرزه را در مختصات ۳۶°۱۸′شمالی ۱°۳۰′شرقی / ۳۶٫۳°شمالی ۱٫۵°شرقی و بزرگی آنرا برابر با ۶٫۵ در مقیاس ریشتر اعلام کرده‌است. ژرفای گزارش شده از سوی این سازمان ۵ کیلومتر می‌باشد.
شمار کشتگان زلزله حدود ۱۴۰۹ نفر بوده‌است.تعداد زخمیان ۵۰۰۰ نفر برآورده شده‌است.بی‌خانمان شدگان نیز ۱۲۹۲۵۰ نفر اعلام شده‌است.